# Rhodobates triangulatus
Rhodobates triangulatus är en fjärilsart som beskrevs av Li och Xiao 2006. Rhodobates triangulatus ingår i släktet Rhodobates och familjen äkta malar. Inga underarter finns listade.